# Trúc Lâm tông chỉ nguyên thanh
Trúc Lâm tông chỉ nguyên thanh (Hán tự: 竹林宗旨元聲) là tác phẩm bàn về sự tổng hợp giữa đạo Phật và đạo Nho, ra đời vào cuối thế kỷ thứ mười tám, soạn bởi Ngô Thì Nhậm, Vũ Trinh, Nguyễn Đăng Sở. Hiện nay sách vẫn còn bản tàng trữ microfilm tại Trường Viễn Đông Bác Cổ Paris.

## Nội dung
Sách do Vũ Trinh và Nguyễn Đăng Sở viết, những ý chính của sách là của Ngô Thì Nhậm. Vũ Trinh và Nguyễn Sở thuật lại và viết những bài luận xung quanh các ý chính ấy. Thiền viện Trúc Lâm ở phường Bích Câu còn có hai mươi bốn người khác tham dự những cuộc đàm luận trên.
- Phần đầu lược thuật về hành trạng tu trì của ba vị Tổ trong Thiền phái Trúc Lâm, một Thiền phái do chính người Việt sáng lập vào đầu thế kỷ thứ 13: Vị Tổ thứ nhất là Điều Ngự Giác Hoàng, tức là đức vua Nhân Tông nhà Trần; vị Tổ thứ hai là Pháp Loa Tôn giả Đồng Kiên Cương và vị thứ ba là Huyền Quang Tôn giả Lý Đạo Tái. Ba vị này đều là những bậc Thiền sư đã chứng đắc diệu pháp tối cao của Phật, có thể làm ngọn đèn soi sáng cho những người tu hành đạo pháp sau này để cùng được thoát ly khổ hải.
- Phần hai là 24 chương, bàn về 24 vấn đề liên hệ đến giáo lý Nho và Phật, nhan đề là Đại Chân Viên Giác Thanh. Ngoài ra còn có một phần phụ do Hải Điền (Nguyễn Đàm) soạn, nhan đề là Đại Chân Viên Giác Thanh Tiểu Khấu.
Hai Mươi Bốn Thanh Phối Khí Ứng Sơn, và 24 tên mới đặt cho Bồ Tát Quan Âm, mỗi tên ứng với mỗi thanh. Sở dĩ tên Quán Thế Âm Bồ Tát được nêu trên 24 lần – mỗi lần một tên khác nhau để phối hợp với một Thanh – là vì vị Bồ Tát này nhờ quán sát âm thanh mà chứng được quả vị viên thông. Vậy có thể nói 24 chương trình bày 24 đề tài thiền quán, mỗi đề tài là một thứ âm thanh. Hai mươi bốn âm thanh là: Không thanh, Ngộ thanh, Ẩn Ngộ thanh, Phát tưởng thanh, Kiến thanh, Hoán thanh, Thuyết thanh, Thu thanh, Định thanh, Tịch nhiên vô thanh, Minh thanh, Phán thanh, Tục thanh, Bất quả thanh, Tàng thanh, Hưởng thanh, Lưu động thanh và Dư thanh.

Nội dung văn chương và nghị luận, chứa đựng rất nhiều triết lý cao siêu của Phật giáo và cả Nho giáo, khiến hai học thuyết đi sóng với nhau, tạo nên một căn bản vững vàng để cùng xây dựng một nền tảng triết lý nhân sinh thực là tinh minh tường tận.

Pho sách này là một bộ Tâm kinh do các bậc Nho-Thích tinh hoa của nước Việt đã thảo soạn ra, hầu để dẫn dắt chúng sinh theo đó dần dần giác ngộ, để cùng men vào khuôn cửa quảng đại từ bi, cùng hưởng thụ chân thú cuộc sống ở đời, vĩnh viễn xa lìa ác trọc tham sân mà thoát khỏi A tỳ địa ngục.